# Масник Михайло Михайлович
Михайло Михайлович Масник (25 вересня 1948 р. с. Вороняки — †19 січня 1996) — поет та самодіяльний композитор, лауреат Всеукраїнських конкурсів самодіяльних композиторів України.

## Біографія
Народився видатний поет в с. Вороняки в заможній родині Михайла Миколаєвича Масника (1907—1981 р.) і Анєлі Стефанівни (1912—2000 р.) яка була уродженкою з дому Дорощак.
Будучи ще в юному віці Михайло Масник виявляв великий талант і стрімке прагнення бути музикантом. Побачивши це батьки подарували синові гармошку, яка і почала будувати індивідуальність та проявляти творчість Михайла.
Навчався Михайло Масник у Вороняцькій школі.
Після закінчення вступив до Золочівської Дитячої Музичної Школи, де гарно навчався та показував свої музичні здібності.
У більш зрілому віці вступає у Львівське Культосвітнє Училище, а згодом і у Дрогобицький державний педагогічний університет імені Івана Франка.
Довгі роки викладав співи та музику в школі-інтернаті у Золочеві.

## Життєвий шлях
Батько українець Михайло Миколаєвич Масник і Мати Анєля Дорощак яка народилась у Польщі вінчалися 7 жовтня 1933 р. у римсько-католицькому костелі Успіння Пресвятої Діви Марії що знаходиться у місті Золочів. Там також хрестили всіх своїх шестеро дітей за католицькою вірою.
Михайло Масник був четвертою дитиною після народження. Першим народився Ярослав у 1936 р., потім донька Стефанія (1943 р.), донька Гелена (1946 р.) та два сина Станіслав (1950 р.) і Володимир (1952 р.). Дід Анєлі Стефанівни — Мацей Солтовський був дуже освіченою людиною, який протягом 29 років обіймав посаду Війт семи довколишніх сіл.
Після закінчення Другої Світової Війни родина Михайла і Анєлі тоталітарним сталінським режимом була позбавлена майже всіх своїх земельних і лісових угідь. Невдовзі сім'я була призначена до вивозу на Сибір, через те що відмовилася вступати у колгосп. В день вивозу батьки Михайло і Анєлі з доньками та синами йдуть на ризик та втікають у Тернопіль. Коли останній поїзд з жертвами режиму від'їхав, родина повертається до села Вороняків, де на них чекає лише хата і грядка перед нею.
Нелегкий життєвий шлях випав на долю Михайла Масника. Голод і холод були постійними супутниками життя родини, у якій розпочав своє творче та плинне життя Михайло Михайлович Масник.

## Творчість
Михайло Масник працював у поетичному жанрі. Основою творчості композитора стали пісні на слова українських поетів, та пісні на власні тексти. Друкувався в районній газеті «Народне слово» с. Вороняки, в республіканській газеті «Освіта», спеціальне видавництво «Мистецтво» видавало деякі пісні поета.
Михайло Масник був автором ряду поезій та сценарних вистав. З них були: «Щедрий вечір, добрий вечір», «Вечорниці», «Вертеп» і ін.
Твори Михайла Масника часто звучали у концертних програмах самодіяльних колективів Золочівщини; вокального ансамблю вчителів школи-інтернату, народного хору с. Скваряви і Борткова під керівництвом Жанетти Варламової, співачки Богдани Грановської, яка була найулюбленішою виконавицею пісень поета.
Основним місцем роботи пана Михайла Масника стала школа-інтернат (тепер СШ № 4), в якій він працював учителем музики майже чверть століття. Все своє свідоме життя Михайло Михайлович віддав навчанню та вихованню дітей-сиріт школи-інтернату м. Золочева. Тут він створив ряд пісень на шкільну, тематику: «Вчителю», «Перша вчителька», «Пісня про рідну школу».
Михайло Масник активно пропагував української пісні у концертних програмах, був учасником та неодноразовим переможцем обласних і республіканських конкурсів завдяки яким і вийшли в світ його пісні, такі як: «Пісня про Україну», «Сійся-родися» (на сл. П. Перебийноса), «Питала мати в далини» (на слова П. Маха), «Пісня про отчий дім» (на слова Р. Братуня), «Христос ся рождає», «Вертеп» (на власні слова) і багато інших.

Працюючи все своє свідоме життя у школі-інтернат міста Золочева (зараз СШ № 4) Михайло Масник повністю віддавався у вихованні та творчому розвитку дітей сиріт. Тут він створив ряд пісень на шкільну, тематику: «Перша вчителька», «Вчителю», «Пісня про рідну школу».
«Праця, праця і ще раз праця» — було творчим кредо композитора. 

## Відзнаки
Михайло Михайлович  Масник — Лауреат Всеукраїнських конкурсів самодіяльних композиторів України.

## Інші визначні події
18 травня 1997 року з ініціативи Богдани Грановської у районному Народному домі «Просвіта» відбувся вечір пам'яті нашого видатного земляка. На концерті були присутні:
- Олександра Євстахіївна Юськевич (колега, вчитель української мови та літератури СШ № 4).
- Станіслав Масник, брат Михайла Масника.
- Ярослав Яблонський, (кореспондент часопису «Народне слово»).

«Це був величний концерт, в якому звучали пісні, де автором музики або слів був Михайло Масник».

## Джерело
- Наш маестро